# 迈德杰什博德扎什
迈德杰什博德扎什，是匈牙利贝凯什州所辖的一个村。总面积31.67平方公里，总人口1067，人口密度33.7人/平方公里（2011年1月1日）。